# Mafia marocchina
Mafia marocchina (in arabo مافيا مغربية‎?, Mafia Maghrebiyya; in berbero ⵎⴰⴼⵢⴰ ⵉⵎⵖⵔⵉⴱⵉⵢⵏ; in olandese Mocro Maffia) è il termine utilizzato per indicare le organizzazioni criminali composte da persone di ascendenza marocchina e dotate di una struttura gerarchica, ordinata e familistica rassomigliante al modello organizzativo delle mafie italiane. 
I clan della mafia marocchina sono dediti soprattutto al traffico di droga, in particolare cocaina e hashish, e, dalla seconda metà degli anni 2010, sono entrati a far parte del gotha del crimine organizzato transnazionale. Egemonizzano gli ambienti criminali del Benelux, dove il fenomeno mafioso marocchino è nato ed è conosciuto come Mocro Maffia, ma costituiscono una realtà in ascesa anche in Spagna, Germania, Portogallo e Francia.

## Storia

### Le origini
Le prime proto-cellule della mafia marocchina, comparse nel panorama criminale del Benelux tra gli anni Sessanta e gli Ottanta, erano composte in prevalenza da immigrati marocchini provenienti dal Rif, una regione del Marocco che studi antropologici paragonano all'entroterra della Sardegna e dell'Italia meridionale in termini di ordinamento sociale, codici valoriali e devianze culturali, e si dedicavano al trasporto di droghe leggere per conto della criminalità autoctona.
Approfittando dell'assenza di una vera e propria concorrenza, e cogliendo pure l'opportunità rappresentata dal legame con la propria terra di origine per avere accesso privilegiato alle coltivazioni di hashish del Rif, tentano il salto di qualità nella seconda metà degli anni Ottanta, riuscendo a progredire sulla scala criminale, passando dal ruolo ancillare di trasportatori di merce per conto di altri a quello di distributori in proma persona di merce propria. La scalata ai vertici della criminalità del Benelux avviene in breve tempo, in parte per la posizione di vantaggio derivante dai contatti diretti coi produttori del Rif e in parte per la reputazione criminale e la deterrenza costruite facendo ricorso smodato alla violenza da armi da fuoco.

## Caratteristiche generali
I clan della mafia marocchina sono contraddistinti da gerarchie interne rassomiglianti alle controparti di Cosa nostra e della 'ndrangheta; due organizzazioni con cui sono in affari e dalle quali è possibile che abbiano mutuato il modello organizzativo e il sistema di regole. 
Contrariamente alla mafia siciliana, che prevede un'interconnessione tra le famiglie e un'autonomia limitata rispetto al volere della Cupola mafiosa, i clan marocchini sono spesso in guerra tra loro per il controllo del territorio e non rispondono a un organo direttivo comune. Caratteristica che accomuna i clan marocchini alla 'ndrangheta calabrese è la loro natura familistica: è raro che si tratti di gruppi composti da semplici soci, mentre è frequente che siano delle vere e proprie famiglie, dove la consanguineità è un deterrente contro la collaborazione con la giustizia e dove il matrimonio è uno strumento per stringere alleanze con altre dinastie.

### Codici e rituali
I mafiosi marocchini sono tenuti a rispettare un insieme di regole, noto come zwijgplicht, che ricorda l'omertà di Cosa nostra siciliana o il besa dei clan albanesi.

## Diffusione nel mondo
Cellule della mafia marocchina sono state individuate in Spagna, Germania, Portogallo e Francia.

## I rapporti con la politica
L'AIVD, il principale servizio segreto dei Paesi Bassi, sospetta che il principale esponente della mafia marocchina, Ridouan Taghi, sia stato coltivato come asset dai servizi segreti iraniani durante la sua permanenza emiratina e che abbia ordinato ai sicari del suo clan di compiere almeno due omicidi su commissione delle Guardie armate della rivoluzione islamica. I fatti di sangue sono avvenuti entrambi sul territorio olandese, tra il 2015 e il 2017, e riguardano le uccisioni di due cittadini iraniani, ricercati dalla giustizia di Teheran, che vivevano in Olanda da decenni: Mohammad Reza Kolahi Samadi, mente della strage di Haft-e Tir del 1981, e Ahmad Mola Nissi, leader del Movimento di liberazione araba dell'Ahvaz.
Il sodalizio ha retto all'uscita di scena di Taghi, arrestato nel 2019 e attualmente in attesa di giudizio nel carcere di massima sicurezza di Nieuw Vosseveld, come dimostrato da una serie di operazioni di polizia multinazionali che tra il dicembre 2023 e il maggio 2024 hanno condotto all'arresto di decine di mafiosi marocchini e turchi tra Danimarca, Paesi Bassi, Svezia e Germania che stavano pianificando, e in alcuni casi avevano compiuto, attentati contro obiettivi ebraici e israeliani in Europa su commissione del SAVAK.
Le alleanze tra le organizzazioni criminali arabe, turche e cecene con base in Europa e i servizi segreti iraniani sono state descritte come una delle principali minacce ibride alla sicurezza dell'Europa, anche alla luce della possibilità che esse possano utilizzare il controllo territoriale esercitato su interi quartieri per scatenare delle rivolte a comando ed effettuare altre operazioni sovversive e sediziose.

## Impatto culturale
Le gesta della mafia marocchina hanno ispirato produzioni per l'intrattenimento letterarie, televisive e cinematografiche. Tra le opere più degne di nota figurano i film belgi Black e Gangsta del duo Adil & Bilall e la serie televisiva olandese Mocro Maffia.